# Marietta Kruzel-Sosnowska
Marietta Kruzel-Sosnowska (ur. w Szczekocinach) – polska organistka, pedagog i teoretyk muzyki.
Absolwentka organów (klasa prof. Feliksa Rączkowskiego, dyplom z wyróżnieniem) oraz teorii muzyki (klasa prof. Andrzeja Dobrowolskiego, dyplom z wyróżnieniem) w Akademii Muzycznej w Warszawie. Długoletnia wykładowczyni w klasie organów tej uczelni. Była również wykładowcą klasy organów na Uniwersytecie Kardynała Stefana Wyszyńskiego. Prowadziła koncerty dla dzieci i młodzieży w Estradzie Kameralnej Filharmonii Narodowej. Nagrała płyty CD na wielu zabytkowych organach (m.in. w Bielsku-Białej, Czerwińsku, Legnicy, Leżajsku, Ostrzeszowie). Dwie płyty z jej udziałem zostały nominowane do Nagrody Muzycznej Fryderyk: Marian Sawa - Organ Music II (nominacja 2001 w kategorii Album Roku Muzyka Solowa) oraz Marian Sawa - Complete Violin Music (nominacja 2017 w kategorii Najlepszy album polski za granicą). Współzałożycielka i prezes (w latach 2006-2018) Towarzystwa im. Mariana Sawy. Odznaczona odznaką Zasłużony Działacz Kultury.
W 2016 została odznaczona Srebrnym Medalem „Zasłużony Kulturze Gloria Artis” a w 2023 Złotym Medalem „Zasłużony Kulturze Gloria Artis”.
Pierwsza żona kompozytora Mariana Sawy, matka skrzypaczki Jolanty Sosnowskiej.